# Joseph C. Baldwin

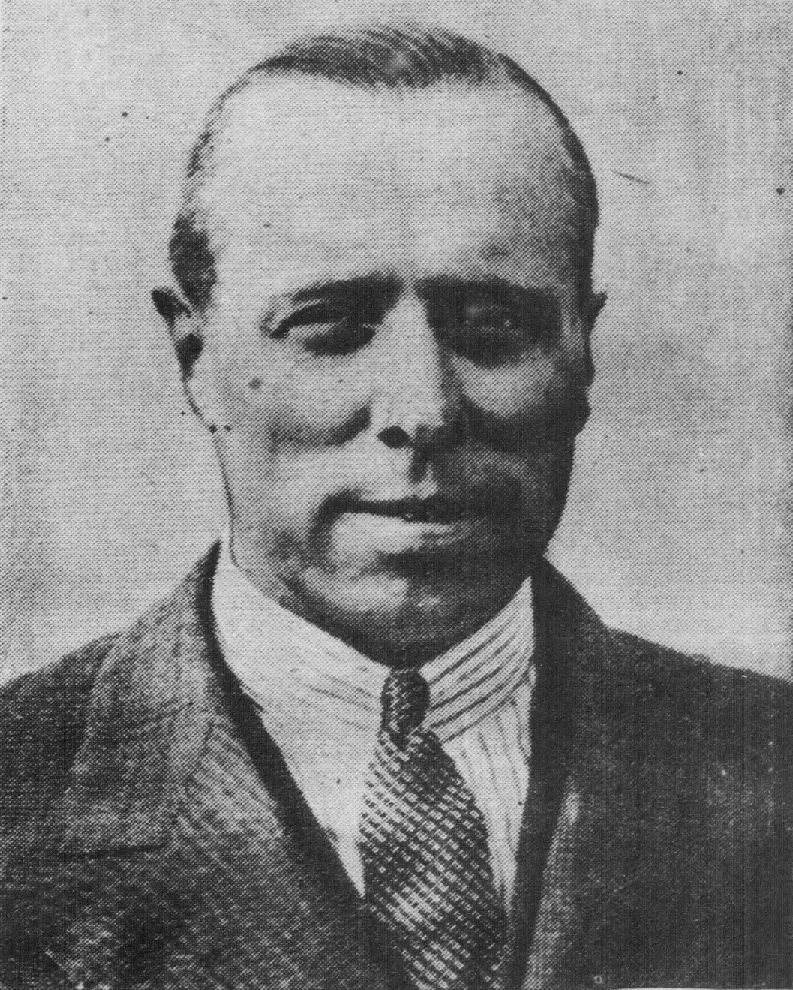
Joseph Clark Baldwin

Joseph Clark Baldwin (* 11. Januar 1897 in New York City; † 27. Oktober 1957 ebenda) war ein US-amerikanischer Politiker. Zwischen 1941 und 1947 vertrat er den Bundesstaat New York im US-Repräsentantenhaus.

## Werdegang
Joseph Clark Baldwin besuchte Privatschulen. Er graduierte 1916 an der St. Paul’s School in Concord, New Hampshire, und 1920 an der Harvard University in Cambridge, Massachusetts. Während des Ersten Weltkrieges verpflichtete er sich 1917 in der US Navy, wurde aber 1918 in die US Army versetzt. Er kämpfte in Übersee. Als Private diente er in der Maschinengewehr-Kompanie im 305. Infanterieregiment. Er erhielt ein Offizierspatent und kommandierte den ersten Zug in der Maschinengewehr-Kompanie des 39. Infanterieregiments. Darüber hinaus gehörte er als Offizier der Ehrenlegion an. Zwischen 1922 und 1930 arbeitete er als Political Reporter für die New York Tribune und war später Mitherausgeber für die North Westchester Times. Er gründete 1930 ein Public-Relations-Unternehmen. Zwischen 1929 und 1934 war er Mitglied im Board of Aldermen von New York City. Er saß zwischen 1934 und 1936 im Senat von New York. Als Delegierter nahm er 1938 an der verfassunggebenden Versammlung von New York teil. Zwischen 1937 und 1941 war er Mitglied im New York City Council. Politisch gehörte er der Republikanischen Partei an.
Baldwin wurde in einer Nachwahl am 11. März 1941 im 17. Wahlbezirk von New York in das US-Repräsentantenhaus in Washington, D.C. gewählt, um dort die Vakanz zu füllen, die durch den Tod von Kenneth F. Simpson entstand. Er wurde in die zwei folgenden Kongresse gewählt. Bei der Wahl zum Repräsentantenhaus der Vereinigten Staaten 1946 erlitt er bei seiner Wiederwahlkandidatur eine Niederlage und schied nach dem 3. Januar 1947 aus dem Kongress aus.
Nach seiner Kongresszeit arbeitete er als Vertreter für die United Dye and Chemical Corp. und die William Recht Co., Inc. Am 27. Oktober 1957 verstarb er in New York City und wurde dann auf dem Woodlawn Cemetery beigesetzt.